# ЗАТО Островној
Градски округ Островној (рус. ЗАТО го́род Островно́й) административно-територијална је јединица другог нивоа са статусом затворене административно територијалне јединице (скраћено ЗАТО Островној) у северном делу Мурманске области, на крајњем северозападу европског дела Руске Федерације.
Административни центар округа је град Островној. Према проценама националне статистичке службе Русије за 2016. на територији округа живело је 2.008 становника, или у просеку око 4,34 ст/км².

## Географија
Градски округ Островној смештен је на северној и североисточној обали Кољског полуострва, на северу Мурманске области. Округ обухвата територију површине 462,94 км². Округ чине две међусобно одојене енклаве са копна окружене територијом Ловозерског рејона.
Већа енклава која обухвата подручје око града Островног налази се на Мурманској обали Баренцовог мора. Обухвата територију око Свјатоноског залива, укључујући и рт Свјатој Нос, те ушће реке Јоканге и Јоканшка острва која се налазе насупрот речног ушћа. Друга енклава налази се нешто источније и обухвата уски појас копна уз обале Лумбовског залива Белог мора. Обе енклаве међусобно су повезане аутобуским и бродским линијама.
У састав округа улазе и још 4 села смештена уз беломорску и баренцову обалу (Корабељноје, Мајак Городецки и Терско-Орловски Мајак на Терској, те Мис Чорни на Мурманској обали).
Административни центар области, град Мурманск, од Островног је удаљен неких 360 километара у смеру запада.

## Историја
Градски округ Островној као засебна административна јединица Мурманске области успостављен је законом о локалној самоуправи Мурманске области од 2. децембра 2004. године. Све до 28. јуна 2013. у састав округа улазило је и насеље Дроздовка, али је оно због одсуства сановништва расформирано.

## Демографија и административна подела
Према подацима са пописа становништва из 2010. на територији округа живело је укупно 2.222 становника, док је према процени из 2016. ту живело 2.008 становника, или у просеку око 4,34 ст/км². Островски градски округ је убедљиво најслабије насељена административна јединица у области и њено становништво има удео од тек 0,26% у укупној популацији Мурманске области.
| 1959. | 1970. | 1979. | 1989. | 2002. | 2010. | 2016.  |
| ----- | ----- | ----- | ----- | ----- | ----- | ------ |
| ---   | ---   | ---   | ---   | 5.132 | 2.222 | 2.008* |

Напомена:* Према процени националне статистичке службе. 
У саставу округа налази се једно градско и 6 руралних насеља. Једини град је Островној у ком је према подацима из 2016. живело 1.960 становника, док се једино село, Лумбовка, налази на обали Лумбовског залива и има свега 11 становника. У границама округа су још и насељена места Свјатој Нос, Корабељноје, Мис Чорни, Мајак Городецки и Терско-Орловски Мајак.
Према статистичким подацима са пописа 2010. основу популације у округу чинили су етнички Руси са око 74%, а најбројнија мањинска заједница су били Украјинци са уделом од око 13%.